# Pseudoseisura lophotes
Pseudoseisura lophotes е вид птица от семейство Furnariidae.

## Разпространение
Видът е разпространен в Аржентина, Боливия, Бразилия, Парагвай и Уругвай.